# Williams Creek (Indiana)
Williams Creek es un pueblo ubicado en el condado de Marion en el estado estadounidense de Indiana. En el Censo de 2010 tenía una población de 407 habitantes y una densidad poblacional de 470,49 personas por km².

## Geografía
Williams Creek se encuentra ubicado en las coordenadas 39°54′1″N 86°9′1″O / 39.90028, -86.15028. Según la Oficina del Censo de los Estados Unidos, Williams Creek tiene una superficie total de 0.87 km², de la cual 0.87 km² corresponden a tierra firme y (0%) 0 km² es agua.

## Demografía
Según el censo de 2010, había 407 personas residiendo en Williams Creek. La densidad de población era de 470,49 hab./km². De los 407 habitantes, Williams Creek estaba compuesto por el 96.07% blancos, el 0.98% eran afroamericanos, el 0% eran amerindios, el 1.47% eran asiáticos, el 0% eran isleños del Pacífico, el 0.49% eran de otras razas y el 0.98% pertenecían a dos o más razas. Del total de la población el 2.46% eran hispanos o latinos de cualquier raza.